# ويليام جي. تي تاتل جونيور
ويليام جي. تي تاتل جونيور (بالإنجليزية: William G. T. Tuttle, Jr.)‏ هو عسكري أمريكي، ولد في 26 نوفمبر 1935 في بورتسموث في الولايات المتحدة.